# Bigode de broxa

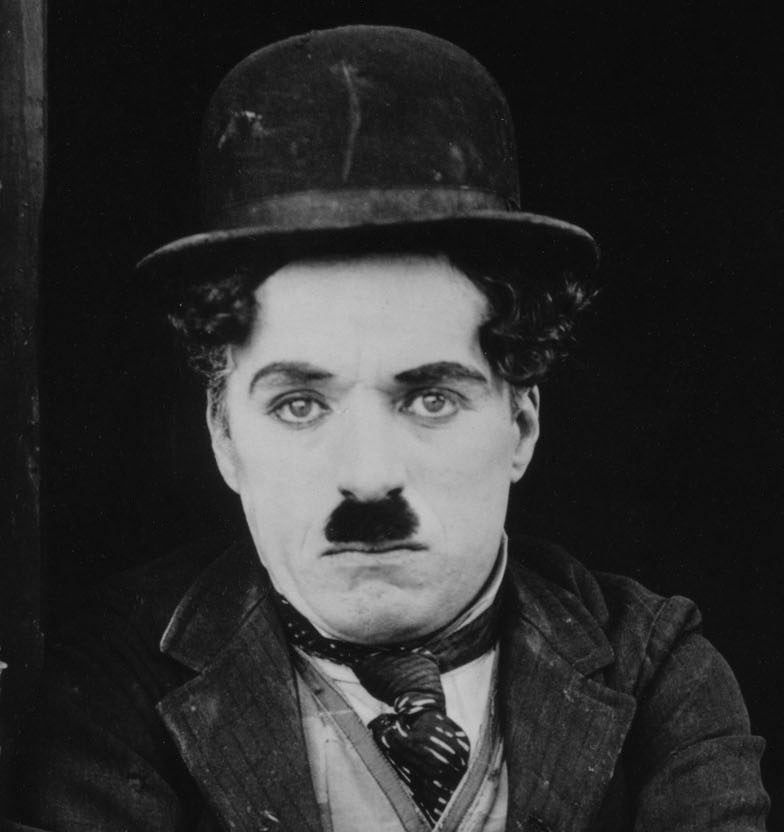
Charlie Chaplin (retratado em 1921 como Carlitos) achava que o bigode lhe dava uma aparência cômica

O bigode de broxa é um estilo de bigode em que os lados são verticais (ou quase verticais) em vez de afilados, dando aos cabelos a aparência das cerdas de uma escova de dentes presa ao nariz. Ficou famoso por comediantes como Charlie Chaplin e Oliver Hardy. O estilo se tornou popular nos Estados Unidos no final do século XIX; de lá se espalhou para a Alemanha e outros lugares, atingindo um auge de popularidade no período entreguerras, antes de se tornar fora de moda após a Segunda Guerra Mundial devido à sua forte associação com o líder nazista Adolf Hitler. A associação se tornou forte o suficiente para que o bigode ficasse também conhecido como o “bigode de Hitler”.
Nos período pós-guerra, o estilo foi usado por alguns indivíduos notáveis, incluindo vários políticos israelenses e o desenvolvedor imobiliário americano Fred Trump. A partir da década de 1960, apareceu em obras de cultura popular, incluindo desenhos animados, caricaturas e comédias — geralmente provocando a associação com Hitler.

## Século XIX até a Segunda Guerra Mundial

### Nos Estados Unidos
O bigode de broxa originalmente se tornou popular no final do século XIX, nos Estados Unidos. Era um estilo arrumado, uniforme e de baixa manutenção que ecoava a padronização e uniformidade trazida pela industrialização, em contraste com os bigodes mais extravagantes típicos do século XIX, como o imperial, o de morsa, o de guidão, o de ferradura e o de lápis.
Charlie Chaplin foi um dos mais famosos usuários do bigode de broxa, adotando-o pela primeira vez em 1914, após seu primeiro filme, "Making a Living", para suas comédias silenciosas de Mack Sennett. Em uma entrevista de 1933, Chaplin disse que acrescentou o bigode ao seu traje porque tinha uma aparência cômica e era pequeno o suficiente para não esconder sua expressão. O líder nazista Adolf Hitler era um fã de filmes de Chaplin, mas de acordo com o historiador cultural Ron Rosenbaum, "não há evidências (embora algumas especulações) de que Hitler modelou seu bigode [baseado no de Chaplin]". Chaplin aproveitou a notável semelhança entre sua aparição na tela e a de Hitler em seu filme de 1940 O Grande Ditador, onde ele usava o bigode em um papel duplo, um dos quais parodiava Hitler.
O comediante Oliver Hardy também adotou o estilo — usando-o pelo menos já no filme de 1921 The Lucky Dog. Embora Groucho Marx usasse um bigode maior, a novidade dos óculos de Groucho (comercializados já na década de 1940) muitas vezes provocam o broxa. É dito, por vezes, que o produtor de cinema americano Walt Disney usou o estilo (1920-1930), mas seu cabelo facial era um bigode mais tradicional (ou seja, entalhado) limitado à largura do nariz. Outro produtor de animação proeminente, Max Fleischer, tinha um bigode de broxa.
Clarence D. Martin, o 11.º governador do estado de Washington (1933-1945), usou o estilo durante seu mandato.

### Na Alemanha

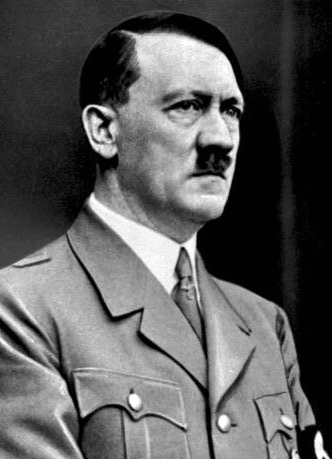
Adolf Hitler em 1937; sua aparência era tão definida pelo bigode de escova de dentes que ficou fora de moda após a Segunda Guerra Mundial

O estilo foi introduzido na Alemanha no final do século XIX por visitantes americanos. Antes do broxa, o estilo mais popular era chamado de 'bigode do Cáiser', perfumado e arrebitado nas pontas, usado pelo imperador alemão Guilherme II. Em 1907, alemães suficientes estavam usando o bigode de broxa para chamar a atenção do The New York Times sob a manchete "BIGODE 'DE BROXA'; Mulheres Alemãs se Ressentem de Sua Usurpação [do bigode do Cáiser]". O broxa foi adotado pelo piloto de automóveis alemão e herói popular Hans Koeppen no famoso Rally Nova Iorque-Paris de 1908, cimentando sua popularidade entre os jovens nobres rurais. Koeppen foi descrito como "um metro e oitenta de altura, magro e atlético, com um bigode de escova de dentes característico de sua classe, ele parece o tipo ideal do jovem guarda prussiano." No final da Primeira Guerra Mundial, até mesmo alguns membros da realeza alemã usavam o broxa; o príncipe herdeiro Guilherme pode ser visto com um bigode de broxa em uma fotografia de 1918 que o mostra prestes a ser enviado para o exílio. O assassino em série alemão Peter Kürten (1883–1931) adotou o estilo e acabou reduzindo-o apenas ao filtro.
Hitler originalmente usava o bigode de Cáiser, como evidenciado por fotografias dele como soldado durante a Primeira Guerra Mundial. Não há consenso quanto ao ano em que ele adotou o broxa pela primeira vez. Alexander Moritz Frey, que serviu com Hitler durante a Primeira Guerra Mundial, afirmou que este último usou o estilo broxa nas trincheiras depois que ele foi ordenado a aparar o bigode para facilitar o uso de uma máscara de gás. Uma fotografia de 1914 de Heinrich Hoffmann pretende mostrar Hitler com um bigode menor, mas provavelmente foi adulterado para servir como propaganda nazista. De acordo com outras fontes, Hitler não usou o estilo até 1919.
Apesar da evidência fotográfica de seu bigode muito maior durante a Primeira Guerra Mundial, a cunhada de Hitler, Bridget Hitler, disse que ela foi responsável por dar a Hitler seu bigode de broxa antes da guerra — considerado pela maioria dos estudiosos como ficção projetada para lucrar com a notoriedade de Hitler. Bridget afirmou que Adolf passou um "inverno perdido" em sua casa em Liverpool em 1912-1913. Os dois brigavam muito, principalmente, ela disse, porque ela não suportava o rebelde bigode do Cáiser. Ele cortou, como ela diz em suas memórias, mas ao fazê-lo — como na maioria das coisas — ele foi longe demais.
Anton Drexler, um mentor de Hitler, usava uma versão entalhada do broxa. Friedrich Kellner, um social-democrata que fez campanha contra Hitler, também usou o estilo. Muitos nazistas notáveis, além de Hitler, o usaram, incluindo Heinrich Himmler, Karl Holz, Ernst Röhm e o motorista de Hitler, Julius Schreck. Além disso, um aparente dublê de Hitler foi encontrado usando o estilo após a morte do ditador.

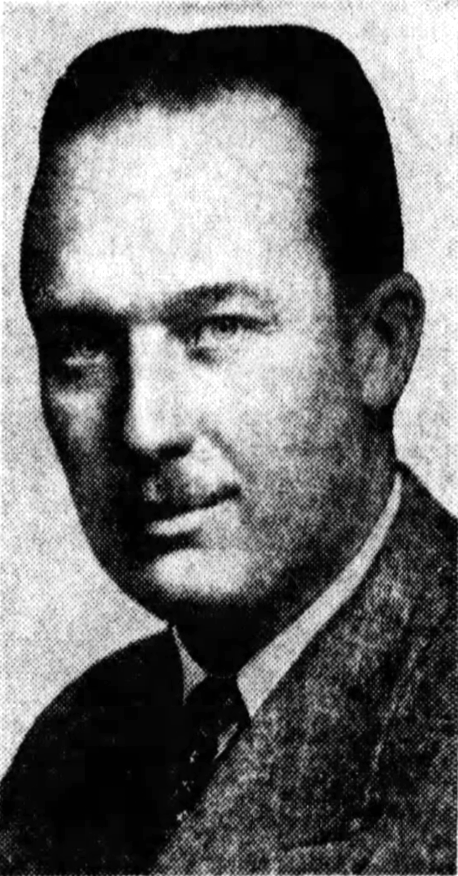
Fred Trump (c. 1950)